# Maria Meinel
Maria Meinel (* 1972 in Meißen) ist eine deutsche Übersetzerin, Autorin, Lektorin und Dozentin.

## Leben
Maria Meinel wuchs in Radebeul bei Dresden auf, legte das Abitur an der ABF in Halle (Saale) ab und studierte Literatur- und Sprachwissenschaften (Hispanistik und Anglistik/Amerikanistik), Philosophie, Medien- und Kommunikationswissenschaften und Übersetzen in Barcelona, Galway und Halle. Nach dem Studium übersiedelte sie nach Barcelona und arbeitete dort freischaffend als Übersetzerin, Dolmetscherin und Dozentin. Einblicke ins Verlagsleben erhielt Meinel im Lukas Verlag für Kunst- und Geistesgeschichte in Berlin. Heute lebt sie in Halle an der Saale.

## Werk
Maria Meinel übersetzt Prosa, Sachbücher, Filme, Essays und Lyrik aus dem Englischen, Spanischen und Katalanischen, u. a. Werke von Irene Vallejo, Maddie Mortimer, Yara Rodrigues Fowler, Lauri Kubuitsile, Ángeles Mora, Yanara Friedland und Deborah D.E.E.P. Mouton. Darüber hinaus arbeitet sie als Dozentin für Literaturübersetzung und Fremdsprachenkommunikation (u. a. Martin-Luther-Universität Halle-Wittenberg, Burg Giebichenstein Kunsthochschule Halle und Hochschule Harz) und im Bereich kulturelle Bildung. So z. B. im Rahmen des vom Literarischen Colloquium Berlin und dem Deutschen Übersetzerfonds initiierten Projekts „Echt absolut! Literarisches Übersetzen mit Jugendlichen“, eines Pilotprojekts zur Entwicklung einer Übersetzungsdidaktik, für das u. a. eine Radiosendung entstand.
In ihren eigenen Texten beschäftigt sich Meinel vor allem mit Kunst und Fotografie – hier insbesondere mit Konzeptfotografie, seriellen Arbeiten, Installationen, Zeichnungen und Plastiken, u. a. in Essays zum Werk des Fotografen Semjon Prosjak, zu den Arbeiten der Fotografen Bernd und Hilla Becher, Anne und Patrick Poirier und Gabriele und Helmut Nothhelfer (alle im Mitteldeutschen Verlag), zu Arbeiten des Schweizer Künstlers Christian Grossert, zu einer Werkschau von Walter Danz oder zur spanischen Fotografie – und mit dem Übersetzen von Literatur, etwa in „Lob der Unschärfe“, einer 2019 in der Landesvertretung Sachsen-Anhalts beim Bund gehaltenen Rede, die 2020 in der Schriftenreihe „Unsere Sprache“ der Neuen Fruchtbringenden Gesellschaft zu Köthen veröffentlicht wurde, oder dem im TOLEDO-Programm erschienenen Journal zur Übersetzung von Maddie Mortimers poetischem Roman Atlas unserer spektakulären Körper.
Sie ist Mitglied des Verbands deutschsprachiger Übersetzer/innen literarischer und wissenschaftlicher Werke (VdÜ), des Friedrich-Bödecker-Kreises und des Netzwerks Lyrik und Vorstandsmitglied der Akademie der Künste Sachsen-Anhalt. Von 2018 bis 2024 organisierte Meinel zusammen mit Birgit Schmitz das alljährlich im Rahmen der „Wolfenbütteler Gespräche“ in der Bundesakademie für Kulturelle Bildung stattfindende Lesefest. 2021 gehörte sie der Jury des Christoph-Martin-Wieland-Übersetzerpreises an und hielt im Rahmen der von der Christoph-Martin-Wieland-Stiftung in Biberach an der Riß ausgerichteten Preisverleihung die Laudatio auf Bernd Schuh und Monika Niehaus. 2022 wurde sie in den Redaktionsbeirat der Literaturzeitschrift Ort der Augen (OdA, Blätter für Literatur aus Sachsen-Anhalt) berufen.

## Auszeichnungen
- 2023  Barthold-Heinrich-Brockes-Stipendium des Deutschen Übersetzerfonds[16] für eine schöpferische Auszeit (Sabbatical)[17]
- 2022  Gastdozentur für Literaturübersetzung an der Martin-Luther-Universität Halle-Wittenberg[18]
- 2022, 2019, 2018, 2013  Stipendiatin des Deutschen Übersetzerfonds (Arbeitsstipendien)
- 2020  Stipendiatin der Kunststiftung des Landes Sachsen-Anhalt und der Kloster Bergeschen Stiftung[19][20]
- 2017  Stipendiatin des Berliner Senats für Kultur und Europa, Teilnahme an der Berliner Übersetzerwerkstatt 2017[21] im Literarischen Colloquium Berlin[22]
- 2011  Wissensbuch des Jahres 2011[23] (Kategorie Überblick) für Douglas Palmer: Die Evolution des Menschen. Woher wir kommen, wohin wir gehen, National Geographic Deutschland, Hamburg 2011; Mitübersetzerin
- 2008  Deutscher Fotobuchpreis 2008[24] für Immisch/Neusüss (Hrsg.): Die Zweite Avantgarde. Das Fotoforum Kassel 1972-1982, Stiftung Moritzburg/Mitteldeutscher Verlag, Halle 2007; Mitautorin